# Џами Махала
Џами Махала (грч. Κουβούκλια, Кувуклија) је насељено место у општини Сер у периферији Средишња Македонија, Грчка. Према попису из 2021. године било је 216 становника.
Према бугарском географу и историчару, Василу Канчову, у Џами Махали је 1900. године живело 240 Словена хришћана. Двадесетих година 20. века словенско становништво је принудно исељено а на њихово место је насељена 41 грчка избегличка породица, којих је на попису из 1928. године било 250.